# Kurt Gläser
Kurt Gläser (* 22. Mai 1898 in Plauen; † 20. September 1976 in Karl-Marx-Stadt) war ein deutscher Maschinenbauingenieur. Er galt als „Werkzeugmaschinen-Papst“ der DDR.
Gläser legte das Abitur in Plauen ab, diente im Ersten Weltkrieg und studierte 1918 bis 1928 Maschinenbau an der TH Dresden, wo er 1923 promoviert wurde. 1924 ging er in die Industrie in Chemnitz. Er wurde 1945 von der Sowjetischen Militäradministration in Deutschland zum Leiter des Spezialkonstruktions- und technologischen Büros SKTB 3 in Chemnitz berufen. Von 1952 bis 1954 war er Professor für Maschinenelemente an der TH Dresden. 1954/1955 wurde er zum Leiter des Institutes für Werkzeugmaschinen berufen. 1955 berief ihn die TH Karl-Marx-Stadt zum Professor für Werkzeugmaschinen.
Unter anderem wurde Gläser 1953 mit dem „Nationalpreis der DDR III. Klasse für Wissenschaft und Technik“ für die Konstruktion und den Bau einer Genauigkeits-Teilradfräsmaschine, 1958 mit dem „Vaterländischen Verdienstorden“ und im gleichen Jahr als „Hervorragender Wissenschaftler des Volkes“ geehrt. 1963 verlieh ihm die Fakultät für Maschinenbau der TU Chemnitz das Ehrendoktorat und 1969 den Titel des Ehrensenators.

## Schriften
- Beiträge zur Verzahnung der Schraubenräder. Dissertation, Dresden 1923.